# Start Line (Lugz&Jeraの曲)
「Start Line」（スタートライン）は、Lugz&Jera（ラグズ・アンド・ジェラ）の2枚目のミニアルバム「LUGZ&JERA.II」に収録されている楽曲である。2013年7月3日に自身のレーベル「LUGZ STAR RECORDS」から発売。

## 概要
2013年7月3日にLUGZ STAR RECORDSから発売された2ndアルバム「LUGZ&JERA.II」に収録されている楽曲である。日本女子サッカーリーグ（なでしこリーグ）所属女子サッカーチームFC吉備国際大学Charmeのイメージソングとして岡山県高梁市出身のシンガーソングライターLugz&Jera（ラグズ・アンド・ジェラ）が作詞・作曲して、自身が歌った。2013年7月にLugz&Jeraが主催した第一回高梁音楽祭でこの曲を披露して以降、当音楽フェスで欠かせない曲である。　

## 収録アルバム
- LUGZ&JERA.Ⅱ
- LUGZ&JERA THE BEST

## 収録DVD
- THE LIVE 2014-LIVE DVD-